# Дон (Тренто)
Дон (итал. Don) је насеље у Италији у округу Тренто, региону Трентино-Јужни Тирол.
Према процени из 2011. у насељу је живело 248 становника. Насеље се налази на надморској висини од 984 м.

## Становништво
| 1931. | 1936. | 1951. | 1961. | 1971. | 1981. | 1991. | 2001. | 2011. |
| ----- | ----- | ----- | ----- | ----- | ----- | ----- | ----- | ----- |
| 323   | 304   | 279   | 256   | 222   | 205   | 227   | 224   | 249   |